# Undercover (Popband)
Undercover war eine britische Popgruppe, die in den 1990er Jahren hauptsächlich mit Coverversionen bekannter Lieder erfolgreich war.

## Biografie
Zu Undercover gehörten die Musiker Jon Jules (Bass), Steve Mac (Songwriter, Produzent) und Tim Laws (Gitarre). 1992 hatte die Band einen europaweiten Top-3-Hit mit Baker Street, einer Coverversion des Gerry-Rafferty-Hits von 1978. Das Lied gehört zu den zehn meistverkauften Singles des Jahres 1992 in England und wurde in Deutschland mit einer Goldenen Schallplatte ausgezeichnet.
Die nachfolgende Single, ein Cover von Andrew Golds Never Let Her Slip Away, schaffte es Ende 1992 immerhin noch in die Top 10 in Großbritannien und in die Top 20 in Deutschland. I Wanna Stay with You war die letzte Auskopplung des Albums Check Out the Groove, die sich in den UK-Charts platzieren konnte, allerdings nur eine Top-30-Position erreichte.
Das von John Matthews gesungene Lied Lovesick war die Vorabsingle des 1994er Albums Ain’t No Stoppin’ Us. Beide Tonträger hatten nicht den gewünschten Erfolg, lediglich Lovesick stand eine Woche in den UK-Charts. Die Auskopplung Best Friend stieg im Juni 1994 in die deutsche Hitparade und war somit der vorerst letzte Charterfolg Undercovers. Erst 2004 gelang mit dem Lied Viva England nochmals ein kurzzeitiger Aufenthalt in den UK-Charts.

## Diskografie

### Alben
| Jahr | Titel                | Höchstplatzierung, Gesamtwochen, AuszeichnungChartplatzierungen (Jahr, Titel, Platzierungen, Wochen, Auszeichnungen, Anmerkungen) | Höchstplatzierung, Gesamtwochen, AuszeichnungChartplatzierungen (Jahr, Titel, Platzierungen, Wochen, Auszeichnungen, Anmerkungen) | Höchstplatzierung, Gesamtwochen, AuszeichnungChartplatzierungen (Jahr, Titel, Platzierungen, Wochen, Auszeichnungen, Anmerkungen) | Höchstplatzierung, Gesamtwochen, AuszeichnungChartplatzierungen (Jahr, Titel, Platzierungen, Wochen, Auszeichnungen, Anmerkungen) | Anmerkungen          |
| Jahr | Titel                | DE | AT | CH | UK | Anmerkungen          |
| ---- | -------------------- | --- | --- | --- | --- | -------------------- |
| 1992 | Check Out the Groove | DE56 (11 Wo.)DE | AT29 (7 Wo.)AT | — | UK26 (9 Wo.)UK | Produzent: Steve Mac |

Weitere Alben
- 1994: Ain’t No Stoppin’ Us

### Singles
| Jahr | Titel Album                                  | Höchstplatzierung, Gesamtwochen, AuszeichnungChartplatzierungen (Jahr, Titel, Album, Platzierungen, Wochen, Auszeichnungen, Anmerkungen) | Höchstplatzierung, Gesamtwochen, AuszeichnungChartplatzierungen (Jahr, Titel, Album, Platzierungen, Wochen, Auszeichnungen, Anmerkungen) | Höchstplatzierung, Gesamtwochen, AuszeichnungChartplatzierungen (Jahr, Titel, Album, Platzierungen, Wochen, Auszeichnungen, Anmerkungen) | Höchstplatzierung, Gesamtwochen, AuszeichnungChartplatzierungen (Jahr, Titel, Album, Platzierungen, Wochen, Auszeichnungen, Anmerkungen) | Anmerkungen                                                                  |
| Jahr | Titel Album                                  | DE | AT | CH | UK | Anmerkungen                                                                  |
| ---- | -------------------------------------------- | --- | --- | --- | --- | ---------------------------------------------------------------------------- |
| 1992 | Baker Street Check Out the Groove            | DE3 Gold · (25 Wo.)DE | AT3 (14 Wo.)AT | CH2 (18 Wo.)CH | UK2 (14 Wo.)UK | Autor und Original: Gerry Rafferty, 1978 Produzent: Steve Mac                |
| 1992 | Never Let Her Slip Away Check Out the Groove | DE16 (18 Wo.)DE | AT23 (4 Wo.)AT | — | UK5 (11 Wo.)UK | Autor und Original: Andrew Gold, 1977 Produzent: Steve Mac                   |
| 1993 | I Wanna Stay with You Check Out the Groove   | — | — | — | UK28 (3 Wo.)UK | Autoren und Original: Gallagher and Lyle, 1976 Produzent: Stephan McGuinness |
| 1993 | Lovesick Ain’t No Stoppin’ Us                | — | — | — | UK62 (1 Wo.)UK | Autor: Steve McCutcheon feat. John Matthews                                  |
| 1994 | Best Friend Ain’t No Stoppin’ Us             | DE67 (8 Wo.)DE | — | — | UK79 (1 Wo.)UK | Autoren: Chris Laws, Steve McCutcheon                                        |
| 2004 | Viva England                                 | — | — | — | UK49 (2 Wo.)UK | Autoren: John Matthews, John Sullivan                                        |

Weitere Singles
- 1992: Check Out the Groove
- 1993: The Way It Is
- 1994: I’m Not in Love
- 1995: Every Breath You Take
- 1996: Bring Back Your Love
- 2000: If You Leave Me Now